# Fitzpatrickella
Fitzpatrickella är ett släkte av svampar. Fitzpatrickella ingår i familjen Coryneliaceae, ordningen Coryneliales, klassen Eurotiomycetes, divisionen sporsäcksvampar och riket svampar.
|                 | Corynelia                                    |
|                 |                                              |
|                 | Bicornispora                                 |
|                 |                                              |
|                 | Caliciopsis                                  |
|                 |                                              |
|                 | Coryneliospora                               |
|                 |                                              |
|                 | Coryneliopsis                                |
|                 |                                              |
|                 | Tripospora                                   |
|                 |                                              |
|                 | Lagenulopsis                                 |
|                 |                                              |
| Fitzpatrickella | \| \| Fitzpatrickella operculata \| \| \| \| |
|                 | \| \| Fitzpatrickella operculata \| \| \| \| |
|                 | Fitzpatrickella operculata                   |
|                 |                                              |

|  | Fitzpatrickella operculata |
|  |                            |